# Hewelsfield Motte
Hewelsfield Motte ist heute ein etwa kreisrunder Mound, der einmal eine mittelalterliche Motte gewesen sein soll. Er liegt etwa 80 Meter südwestlich der Kirche St Mary Magdalene im Dorf Hewelsfield im Forest of Dean in der englischen Grafschaft Gloucestershire. Die Motte ist wohl bald nach der normannischen Eroberung Englands 1066 errichtet worden.
Es gibt keinerlei Beweise für irgendwelches Mauerwerk an dieser Stelle. Allerdings findet man die Überreste eines Grabens um den Fuß des Mounds und andere Erdwälle und Gräben in der Nähe zeigen wohl die frühere Existenz einer Vorburg an.